# Maryhill Stonehenge

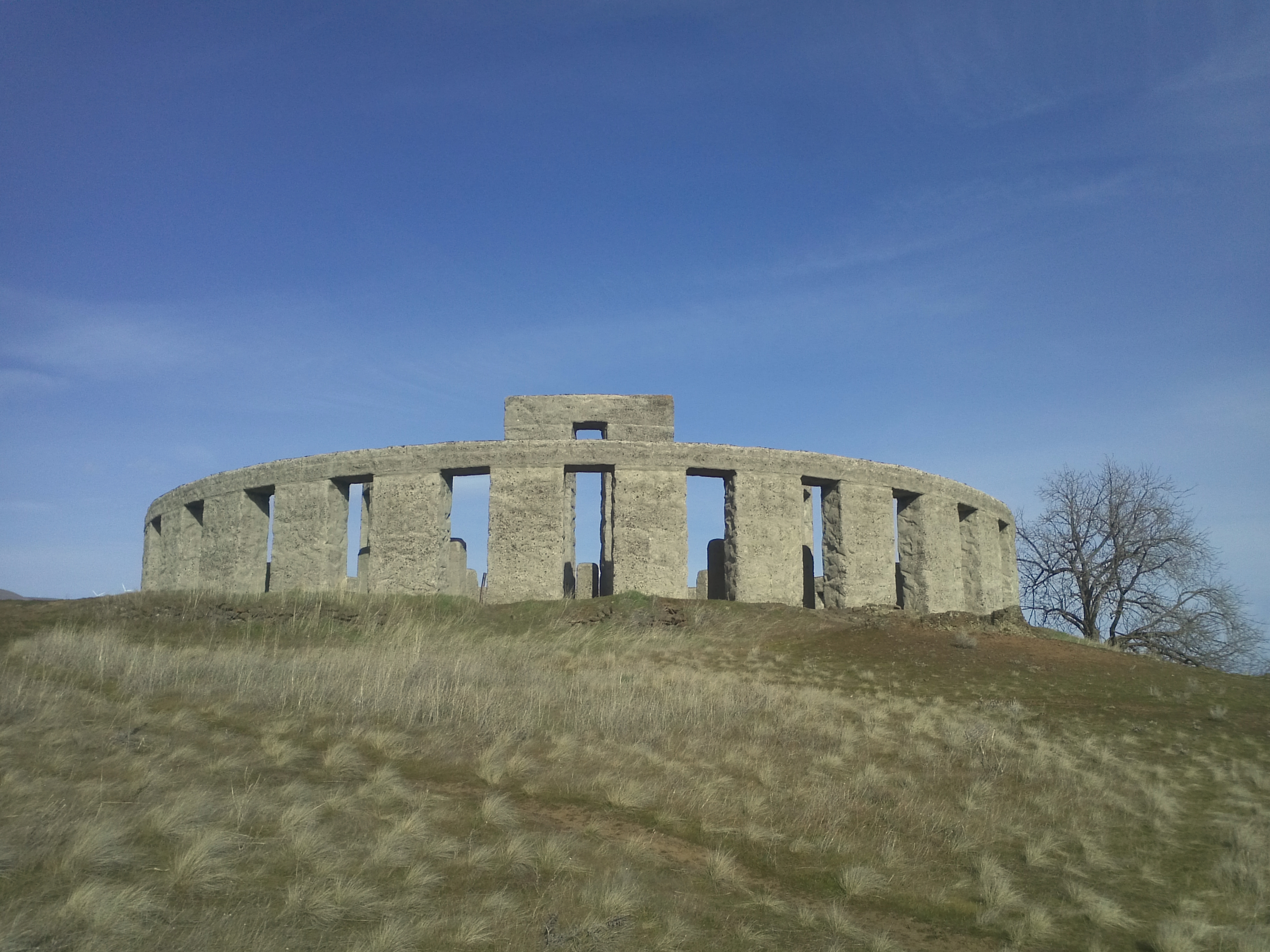
Memoriale di Stonehenge della prima guerra mondiale a Maryhill

Il Maryhill Stonehenge è una replica di Stonehenge in Inghilterra situata a Maryhill, Washington. Fu commissionata all'inizio del XX secolo dal ricco imprenditore Sam Hill, e dedicato il 4 luglio 1918 come memoriale alle persone che erano morte nella prima guerra mondiale. Il memoriale è stato costruito in cemento e la costruzione è iniziata nel 1918 e completata nel 1929.

## Significato storico
Il Maryhill Stonehenge fu il primo monumento negli Stati Uniti ad onorare i morti della prima guerra mondiale, in particolare i soldati della contea di Klickitat, che erano morti nella guerra che andava avanti. La pietra dell'altare è posta per essere allineata all'alba del solstizio d'estate. Seguendo l'interpretazione allora prevalente di Stonehenge, Hill pensò che il monumento originale fosse stato usato come sito sacrificale. Era un quacchero e ha commissionato la replica per ricordare che l'umanità viene ancora sacrificata al dio della guerra.

Il monumento si trova all'interno dell'ex sito della città di Maryhill; la città in seguito si incendiò, lasciando in piedi solo la replica in cemento. Il memoriale si affaccia sulla Gola del Columbia. Una seconda dedicazione formale del monumento avvenne al suo completamento il 30 maggio 1929. Sam Hill morì nel 1931, ma visse abbastanza a lungo per vedere completata la reinstallazione della sua replica di Stonehenge. La targa di dedica su questa Stonehenge di Washington è iscritta:

## Stato attuale
Il Maryhill Stonehenge fa ora parte del Maryhill Museum of Art, che comprende anche monumenti per i soldati della contea di Klickitat che morirono durante la seconda guerra mondiale, in Corea e in Vietnam.
Questo punto di riferimento in calcestruzzo si trova al largo della U.S. Highway 97, a circa due miglia da dove entra Washington dall'Oregon, attraversando il fiume Columbia. L'ingresso è libero per visitare il memoriale; ma le donazioni per la sua continua manutenzione sono apprezzate.